# 布赖特瑙
布赖特瑙（德語：Breitnau，發音：[ˈbʁaɪtnaʊ]）是德国巴登-符腾堡州弗赖堡行政区布赖斯高-上黑林山县的市镇，面积39.9平方千米，人口为人。